# Swype
Swype är en inmatningsteknik för mobiltelefoner och andra enheter som bygger på att användaren sveper med fingret över displayen för att forma ord.
Den första telefonen som kom att lanseras kommersiellt med Swype var Nokia N9. På senare tid har bland annat Samsung kommit att använda Swype i sin Galaxy-serie av smartphones.